# Китайцы в России
Китайцы в России (кит. 华裔俄罗斯人) — этническая группа в населении Российской Федерации, насчитывает 34 577 человек по результатам всероссийской переписи населения 2002 года, 28 943 человек по переписи 2010 года, 490 000 человек на 2014 год по данным тайваньской комиссии по делам соотечественников и по данным проведённой в 2021 году всероссийской переписи населения китайцами считали себя 19 644 (0,01 %) жителей РФ.

## История

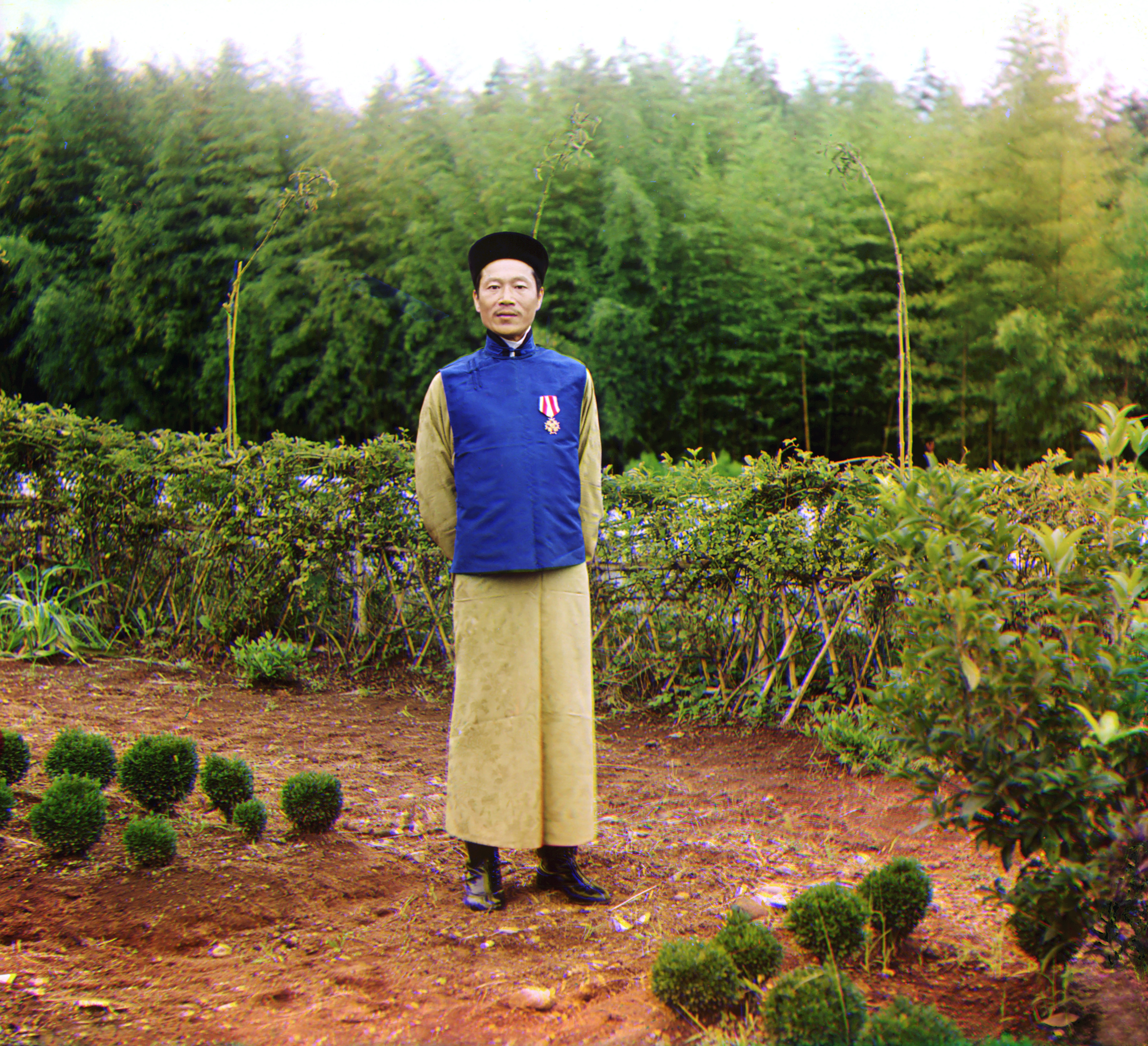
Начало XX века, Лю Цзюньчжоу на чайной фабрике в Чакве.

Китайские поселения в восточной Маньчжурии — территориях, в XVIII веке именуемых Восточная Тартария и которые теперь называются Приамурье и Приморье, по предположениям, были заложены ещё в VII веке нашей эры; однако по результатам Пекинского договора 1860 года, династия Цин отказалась от своих восточных территорий и передала их России. Широкомасштабная миграция китайцев в эту местность началась в конце XIX века. В Уссурийском крае в момент подписания Пекинского договора жило, по оценкам, 2—3 тыс. китайцев.
Чуть позднее с 1878 до ранних 1880-х годов, тысячи китайских дунган бежали из провинций Синьцзяна, Ганьсу, и Нинся, они пересекли горы Тянь-Шань и осели в Центральной Азии. Массовое бегство населения было спровоцировано подавлением дунганского восстания и последующими за ним репрессиями.
В конце XIX века на российский Дальний Восток устремился поток китайских рабочих. Их использовали на золотых приисках, стройках. В основном в Россию эмигрировали китайцы из Шаньдуна и Чжили, потом главным поставщиком рабочей силы стала Маньчжурия. Главным центром вербовки был г. Чифу, откуда по морю рабочих доставляли во Владивосток. Другие прибывали в Россию через Маньчжурию — по железной дороге, на речных судах или даже пешком.
В 1900 году в связи с Ихэтуаньским восстанием произошло массовое убийство китайцев, живших в Благовещенске. В том же 1900 году в Китай были изгнаны более 10 тыс. маньчжуров, живших за рекой Зеей. По оценкам, к 1910 году на российском Дальнем Востоке проживали 200—250 тыс. китайцев.
С началом Первой мировой войны в России резко возрос спрос на рабочую силу для прокладки железных дорог и другого строительства, добычи угля, рубки леса и иных работ. В связи с этим было решено прибегнуть к массовой вербовке рабочих из Китая. По российским данным, с января 1915 года по апрель 1917 год по железной дороге было ввезено 159 972 китайских рабочих. Зоной расселения китайцев в дополнение к азиатской стала вся европейская часть Российской империи. Сбежавшие и уволенные с работы китайцы стали бродить по стране, занимаясь мелкой розничной торговлей или случайными заработками. В июле 1917 года Временное правительство постановило прекратить ввоз китайских рабочих. Началась их репатриация на родину. До сентября 1917 г. домой смогли вернуться лишь около 1 тыс. китайцев, до мая 1918 г. правительство Советской России сумело эвакуировать более 40 тыс. китайцев. Но после начала восстания Чехословацкого корпуса репатриация прекратилась. 30-70 тыс. китайских рабочих влились в ряды Красной Армии и красных партизан. Многие из них делали это ради пропитания, но затем проникались революционными идеями. Среди китайцев, отличившихся на стороне красных — Жен Фучен и Пау Тисан. Белые стали смотреть на китайцев как на врагов и подвергать их репрессиям. Но у белых, например, у атамана Семёнова также служили китайцы, которые ранее несли охрану КВЖД.
По китайским данным, в середине 1921 года в европейской части России находились 90 тыс. китайцев без постоянной работы, а в контролируемой Советской Россией части Сибири — ещё около 30 тыс. человек.
В 1920—1930-е годы в Дальне-Восточном крае были открыты китайские школы и техникумы, издавались газеты на китайском языке (крупнейшая — «Гунжэнь чжилу»).
После поражения Кантонского восстания в декабре 1927 года в СССР прибыло некоторое количество эмигрантов из Южного Китая, но уже в 1928 году они подверглись арестам.
В период конфликта на КВЖД в 1929 году во Владивостоке арестовывали и выселяли китайских купцов. 1240 захваченных во время конфликта китайских военнопленных подали заявление с просьбой оставить их в СССР.
После оккупации Маньчжурии Японией в 1931 году несколько тысяч китайских военнослужащих и гражданских лиц перешли на территорию СССР. В декабре 1932 года на советскую территорию перешли и были интернированы 4177 китайцев, а в январе 1933 года еще около 5,5 тыс. человек. Большая часть интернированных была отправлена в 1933 году в Синьцзян, за их содержание Пекин выплатил Москве 10 млн долларов.
Перепись 1937 года выявила в СССР значительное число китайцев-мужчин из числа иностранных граждан (в основном Китайской республики, но также Маньчжоу-Го). Причем китаянок-иностранок было выявлено намного меньше. По данным переписи 1937 года в СССР было 20147 китайцев-иностранцев, из которых 18434 мужчины. Основная часть этих китайцев-иностранцев — 18951 человек (94,1 %) — проживала на территории РСФСР.
Основные (с более 1 тысячью выявленных китайцев-иностранцев) регионы проживания китайцев-иностранцев в СССР по переписи 1937 года (в скобках указано число мужчин):
- Якутская АССР — 1300 (1289) чел.;
- Амурская область — 1134 (1076) чел.;
- Приморская область — 7196 (6464) чел.;
- Уссурийская область — 1978 (1785) чел.;
- Читинская область — 1065 (1019) чел.;
- Хабаровская область — 1611 (1461) чел.

Во время Большого террора 1937—38 годов органы НКВД проводили массовые аресты китайцев. Многие были расстреляны, включая десятки китайцев, интернированных с 1931 г. в Хакасии. В мае-июле 1938 года 7,9 тыс. китайцев с Дальнего Востока были депортированы из СССР в Синьцзян. Не пожелавшие вернуться в Китай и принявшие советское гражданство китайцы были переселены в Кур-Урмийский район Дальневосточного края (1,9 тыс. человек), ещё 1,4 тыс. человек были высланы в Казахстан.
В 1945 году китайское население СССР увеличилось за счет военнопленных, а также жителей Южного Сахалина (там на 1 июля 1946 года было 103 китайца, не имеющих гражданства). 17 ноября 1945 года вышло постановление СНК о найме до 50 тысяч китайских граждан из Маньчжурии для работы на предприятиях золотой, вольфрамово-молибденовой и оловянной промышленности. Контракты заключались не менее, чем на три года. Видимо реальное число завербованных было меньше, но тем не менее на отдельных предприятиях китайцы составляли заметную часть рабочей силы — например, в тресте «Приморзолото» в 1946 году работали 4 тыс. китайцев, в том числе 800 военнопленных.
Начиная с революции 1917 года и вплоть до советско-китайского раскола 1950-х и 1960-х годов, многие молодые китайские коммунисты получили образование в Москве, например Лю Шаоци, будущий председатель Китайской Народной Республики, и Цзян Цзинго, сын Чана Кайши.
В 1954 г. советское правительство предложило руководителям КНР направить значительное количество китайских рабочих в Сибирь, главным образом на лесозаготовки. Китайские рабочие начали прибывать, но затем план их использования был свёрнут. Последняя группа китайских рабочих вернулась на родину из города Усолье-Сибирское в 1962 г.
Наиболее свежая волна иммиграции началась в 1982 году, когда Ху Яобан посетил Харбин, и одобрил возобновление приграничных торговых отношений; эта волна достигла пика в 1988 году, после подписания соглашения безвизового туризма между Китаем и Советским Союзом. Это соглашение было аннулировано шесть лет спустя.
Некоторые китайские деятели России имеют интересные истории становления. Известный[кому?] российский учёный, выпускник МФТИ бизнесмен и IT магнат китайского происхождения Давид Ян[значимость факта?] родился и вырос в Ереване[значимость факта?], после того как его отец Ян Ши, женившись на его матери армянке Сильве Ашотовне[значимость факта?] принял советское гражданство[значимость факта?], так как в годы Культурной Революции жизнь в КНР стала очень жёсткой и репрессивной. Отец Давида Ян заведовал физической лабораторией в Ереванском Государственном Университете[значимость факта?].
Нехватка земли стимулирует китайских земледельцев искать её за пределами КНР, и это стремление поддерживается государством. Разработана правительственная программа, поощряющая тех фермеров, которые покупают пашни за границей, и РФ занимает первое место в этих планах. Однако китайские фермеры отличаются от россиян не только трудолюбием и меньшим потреблением алкоголя — они используют такие химические вещества, которые (в сочетании с неправильным орошением) наносят серьёзный и невосполнимый ущерб почве и природе, приводит к экологическим бедствиям, что закономерно вызывает недовольство местных жителей.

## Динамика численности китайцев в России по данным переписей
- Перепись населения Российской империи 1897 года зарегистрировала 57 459 китайцев (47 431 мужчин и 10 028 женщин); 42 823 из них (74,5 %) жили в Приморье[25][26].
- Перепись 1926 года зафиксировала в СССР 101,7 тыс. китайцев[27].
- По переписи 1937 г. в СССР проживали 38 527 китайцев, по переписи 1939 г. — 32 023 китайцев, по переписи 1959 г. — 26 тыс. китайцев, по переписи 1989 г. — 11 335 китайцев[8].

## Восприятие в российском обществе

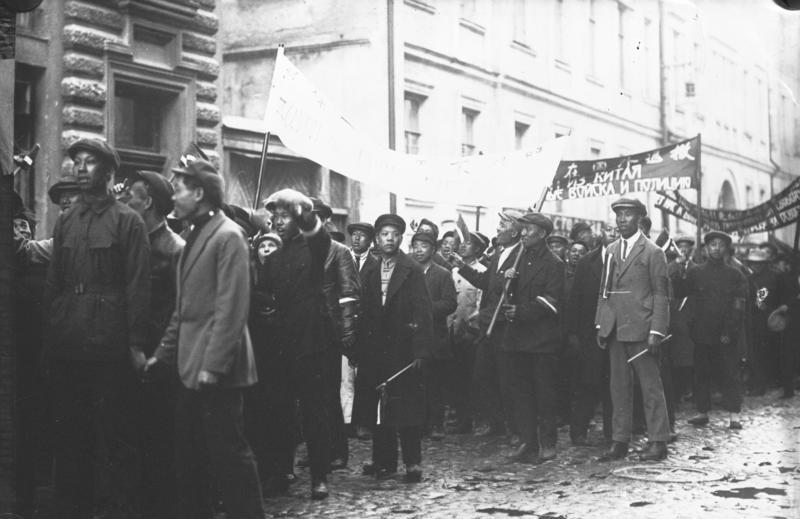
Демонстрация китайцев в Москве в 1931 г (против японской агрессии в Китае)

Увеличивающееся количество китайцев в России привело к страху китайского ирредентизма среди русского населения. Владимир Путин заявил, что: «Если в ближайшем будущем мы не предпримем практические шаги для развития Дальнего Востока, в течение нескольких десятилетий, российское население будет говорить на китайском, японском и корейском.»
Общая численность этнических китайцев в России представляет несколько спорную тему. В переписи 2002 года лишь 34 500 жителей России (российских и иностранных граждан) идентифицировали себя как этнические китайцы, около половины из них в западной части России (в основном в Москве). По мнению многих российских демографов, в данных переписи может быть недоучет, полагая более реальной оценку от 200 000 до 400 000, или 500 тысяч, как самую надёжную. Например, по оценкам Жанны Зайончковской, руководительницы лабораторией миграции населения Национального экономического института прогнозирования Российской Академии наук, в 2004 году общее количество китайцев в настоящее время в России в любой момент (резидентов или туристов) составляет около 400 000 человек.
Большинство китайских рабочих на Дальнем Востоке родом из северо-востока Китая, прежде всего из провинции Хэйлунцзян; они составляют важную часть стратегии провинции, с целью получить доступ к природным ресурсам России для развития собственной экономики. В период между 1988 и 2003 годах, из провинции на работу в России поступили 133 000 контрактных рабочих, большая часть из них были заняты в строительстве и сельском хозяйстве. Некоторые иммигранты приезжают из города Цзилиня. Плотность населения и перенаселенность на китайской стороне границы являются одной из мотиваций для эмиграции, в то время как шанс зарабатывать деньги, занимаясь бизнесом в России, характеризуется как основной фактор переезда. Более ста миллионов человек живут в трех провинциях Северо-Восточного Китая, в то время как по другую сторону границы население 6,2 миллиона квадратных километров Дальневосточного федерального округа сократилось из примерно с девяти миллионов в 1991 году до семи миллионов в 2002 году.
Помимо работников-резидентов, работающих по контракту, с 1997 по 2002 год приграничные районы Дальнего Востока России посетили также 1,1 миллиона китайцев по туристической визе.
Россияне воспринимают как враждебный интерес китайскую практику использования других названий для российских городов, например Хайшенвай для Владивостока или Хайланьпао для Благовещенска.
Привычные в русском языке названия стран и народов тоже не всегда соответствуют их самоназванию. Так государство Чжунго по-русски называется Китай, а все его народности, включая основную народность Хань — китайцами.
Существует убеждение, что китайские иммигранты знают, где раньше находились посевы женьшеня их предков, и что они хотят их вернуть себе.
Российский публицист Александр Храмчихин утверждает, что для Китая захват Сибири не прихоть, а жизненная необходимость. Похожие оценки выдвигал американский политолог, социолог и государственный деятель Збигнев Бжезинский: «Экономическая мощь Китая в совокупности с динамической энергией его 1,2-миллиардного населения существенно меняют историческое уравнение между двумя странами с учетом незаселенных территорий Сибири, почти призывающих китайское освоение».
По мнению российского китаиста, писателя, переводчика Владимира Малявина, китайских трудовых мигрантов нужно «переманить» на свою сторону, в противном случае они превратятся в деструктивную силу:
Наша задача в том, конечно, чтобы они работали на Россию, а не на Китай. Чтобы они работали на своих огородах и продавали продукцию у нас, в России, а не организовывались в эти свои бандитские структуры и вывозили капитал обратно. Или лягушек наших били где-нибудь в Уссурийском крае и мешками-эшелонами увозили в Китай, разоряя Россию.

## Демография и распределение
Две главных китайских общины в России находятся в Москве и на Дальнем Востоке. Московская община оценивается наиболее крупной, с общим числом от 20 тыс. до 25 тыс. человек. Лидеры китайских общин оценивают население между 30 тыс. и 40 тыс. человек. Китайские иммигранты прибывают практически из всех провинций Китая. Московские китайцы являются наиболее укоренёнными и имеют наивысшую долю постоянных жителей (проживающих на одном месте более 3 лет): 34 %.
На Дальнем Востоке, наиболее многочисленные китайские общины находятся в Хабаровске, Владивостоке, и Уссурийске, Благовещенске и Южно-Сахалинске однако, по мнению некоторых исследователей, вместе взятое китайское население этих городов все же меньше, чем московская община.
При оценке потенциальных демографических проблем, которые могут возникнуть при увеличении численности китайцев в РФ, А. Храмчихин рекомендует учесть то, что правительство КНР уже имеет опыт успешного «демографического наступления»: так, в Синьцзян-Уйгурском автономном районе
в 1953 г. доля китайцев была 5 %, а в 2010-х годах она возросла до 40 %. При оценке численности китайцев в РФ не учитываются те, кто пересёк границу (РФ-КНР) нелегально. Более того, граница РФ с Казахстаном практически не контролируется; а ситуацию с миграцией китайцев в Казахстан характеризует тот факт, что лишь 5 % китайцев приезжает туда по трудовым контрактам.
Регионы проживания китайцев:
- Хабаровский край — 3898
- Москва — 3222
- Приморский край — 2857
- Красноярский край — 2439
- Новосибирская область — 1926
- Свердловская область — 1772
- Санкт-Петербург — 1578
- Иркутская область — 1118
- Бурятия — 1014
- Республика Саха — 926
- Омская область — 753
- Амурская область — 672
- Волгоградская область — 614
- Алтайский край — 450
- Томская область — 407
- Забайкальский край — 295
- Тульская область — 273
- Пермский край — 271
- Магаданская область — 237
- Кемеровская область — 193
- Белгородская область — 127
- Еврейская автономная область — 84
- Сахалинская область — 76

По состоянию на 2021 год и в ближайшем будущем «китайская угроза» для России маловероятна — из-за целого ряда факторов: китайцы, как другие народы Восточной Азии (японцы, корейцы и т.д.) предпочитают селится в плотно заселённых, крупных экономических центрах и агломерациях, где больше социально-экономических возможностей и лучше развита инфраструктура (примеры концентрация в Токио, разделение на север и юг на Тайване, план переноса столицы Южной Кореи и т.д.). Как пример Китай заселён крайне неравномерно, воображаемая линия Хэйхэ — Тэнчун делит территорию Китая на две неравномерные по населению части: к западу от линии — 57% территории Китая, живёт только 6% населения страны (2015 год); к востоку от линии — 43% территории Китая, живёт 94% населения страны (2015 год). Большая часть роста населения Китая к западу от линии Хэйхэ — Тэнчун происходит только в самых крупных городах таких как: Урумчи, Ланьчжоу, Ордос и Иньчуань. Китаю намного выгодней получать экономическую выгоду от той политико-социально-экономической ситуации, которая сложилась в России, чем пытаться её заселять и реально экономически в неё вкладываться. Также Китай находится в общемировом демографическом тренде глобального старения населения Земли (кроме Африки южнее Сахары) и вызванного им уже в ряде стран, как развитых, так и развивающихся, демографического кризиса. Как пример, экономика Китая может столкнуться с широко обсуждаемой в китайских государственных СМИ проблемой: Китай может постареть быстрее, чем его население разбогатеет, что может привести к замедлению роста уровня жизни в Китае и сближения его по зарплатам с другими развитыми и богатыми экономиками Азии: Японией, Республикой Корея, Китайской Республикой, Сингапуром, Гонконгом, и в худшем случае к экономическому застою, подобному японскому, наблюдаемому в Японии уже почти три десятилетия. Но с учётом, что Япония является экономически развитой, богатой страной, с высокими зарплатами, а Китай лишь развивающейся. Аналогичная история с Россией, Украиной, Белоруссией, но уже по отношению к экономически развитым странам Европы: Швейцарии, Германии, Франции, Норвегии, Исландии, Ирландии, Словении и т. д. Ещё не маловажными факторами, делающими «китайскую угрозу» для России (в форме прямой колонизации китайцами) маловероятной, являются: более высокий и быстрый рост зарплат в Китае, уровня жизни, продолжительности жизни, лучшего инвестиционного климата, лучших экономических показателей и возможностей как для работников, так и для работодателей. В ближайшие годы скорее для Китая, чем для России, будет расти опасность всё большей иммиграции населения по экономическим причинам из стран Восточной Европы в целом и из России в частности, как уже происходящая растущая экономическая миграция граждан России в другие страны Азии: Японию, Южную Корею, Гонконг, Тайвань, Сингапур, Малайзию.